# Polaco antiguo
El polaco antiguo (język staropolski, staropolszczyzna) fue el conjunto de variedades de polaco del período en la historia del polaco comprendida entre los siglos X y XVI. Fue seguido por el polaco medio. Las fuentes para el estudio del polaco antiguo son los datos de la gramática histórico-comparativa de las lenguas eslavas, el material de los dialectos polacos, varios manuscritos en latín con glosas polacas, así como —más importante— monumentos escritos en polaco antiguo: los Sermones de la Santa Cruz (Kazania świętokrzyskie), el Salterio de Florian (Psałterz floriański), el Bogurodzica, la Biblia de la Reina Sofía (Biblia szaroszpatacka o Biblia królowej Zofii) y algunos otros.
El polaco antiguo se hablaba principalmente en el territorio de la actual Polonia. Era la principal lengua vernácula de los estados polacos medievales bajo los Piastas y los primeros Jagellones, aunque no era el idioma oficial (que era el latín).

## Historia
El idioma polaco comenzó a cambiar después del bautismo de Polonia, que provocó una afluencia de palabras del latín, como kościół "iglesia" (latín castellum, "castillo"), anioł "ángel" (latín angelus). Muchas de ellas se tomaron prestadas a través del checo, que también influyó en el polaco de esa época (de ahí, por ejemplo, wiesioły "feliz, alegre" (cf. wiesiołek) se transformó en el polaco moderno wesoły, con las vocales originales y las consonantes del checo veselý). Además, en siglos posteriores, con el surgimiento de ciudades fundadas bajo el derecho alemán (es decir, el llamado Derecho de Magdeburgo), palabras urbanas y legales del alto alemán medio se filtraron en el polaco antiguo.
Hacia los siglos XIV o XV, el aoristo y el imperfecto cayeron en desuso. En el siglo XV, el dual dejó de usarse, excepto en algunas expresiones fijas (proverbios y refranes). En comparación con la mayoría de los idiomas europeos, sin embargo, las diferencias entre el polaco antiguo y el moderno son relativamente leves, y el polaco es algo conservador en relación con otras lenguas eslavas. Dicho esto, las diferencias relativamente pequeñas entre el polaco antiguo y el moderno no son notables si se considera que las etapas cronológicas de otros idiomas europeos contemporáneos al polaco antiguo generalmente no son muy diferentes de las etapas modernas, y muchas de ellas ya se etiquetan como "premodernas". El polaco antiguo incluye textos escritos incluso hasta el Renacimiento.

### Primera frase escrita conocida

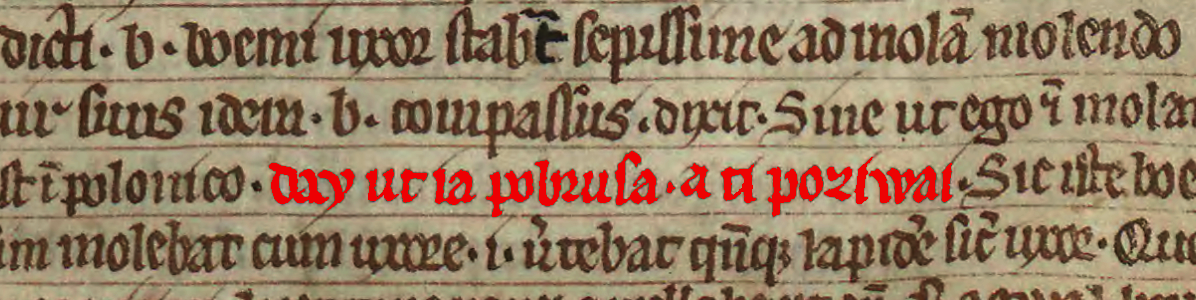
"Day, ut ia pobrusa, a ti poziwai", resaltado en rojo

El Libro de Henryków (Księga henrykowska, Liber fundationis claustri Sancte Marie Virginis in Heinrichau) contiene la primera frase conocida escrita en polaco: Day, ut ia pobrusa, a ti poziwai (pronunciada originalmente como: Daj, uć ja pobrusza, a ti pocziwaj, polaco moderno: Daj, niech ja pomielę, a ty odpoczywaj o Pozwól, że ja będę mielił, a ty odpocznij, español: Déjame moler, mientras tú descansas), escrita alrededor de 1270.
El registrador medieval de la frase, el monje cisterciense Pedro del monasterio de Henryków, anotó que Hoc est in polonico ("Esto está en polaco").

### Ortografía

Una de las variantes del signo utilizado para escribir vocales nasales en polaco antiguo

La dificultad que los escribas medievales enfrentaron al intentar codificar el idioma fue la insuficiencia del alfabeto latino para algunas características de la fonología del polaco antiguo, como la longitud vocálica y la nasalización, o la palatalización de las consonantes. Por lo tanto, el polaco antiguo no tenía una ortografía unificada. Las glosas polacas en textos latinos usaban una ortografía romanizada, que a menudo no distinguía entre fonemas distintos. Sin embargo, incluso entonces, ciertas grafías de nombres propios se unificaron.
La ortografía en las obras principales del polaco antiguo, como los Sermones de la Santa Cruz o el Salterio de Florian, está mejor desarrollada. Sus escribas intentaron resolver los problemas mencionados de varias maneras, lo que llevó a que cada manuscrito tuviera reglas ortográficas separadas. Se empleaban comúnmente dígrafos para escribir sonidos no presentes en latín, se introdujo la letra ⟨ꟁ⟩ (llamada "o rogate"; en español "o cornuda") con apariencia variable entre ⟨ꟁ⟩, ⟨ø⟩ y ⟨ɸ⟩ (ver imagen a la derecha) para escribir las vocales nasales, y las letras latinas básicas se usaban consistentemente para los mismos sonidos. Sin embargo, muchas características aún se marcaban raramente, por ejemplo, la longitud vocálica.

### Parkoszowic
Alrededor de 1440, Jakub Parkoszowic, profesor de la Universidad Jagellónica, fue la primera persona en intentar una codificación de la ortografía polaca. Escribió un tratado sobre reglas ortográficas polacas (en latín) y una breve rima Obiecado (en polaco) como ejemplo de su uso. Las reglas propuestas incluían lo siguiente:
- introducción de nuevas letras de forma diferente para escribir consonantes duras (no palatalizadas), mientras que las letras de consonantes suaves (palatalizadas) se dejaban sin cambios,
- duplicación de letras vocálicas para marcar sonidos largos, por ejemplo: ⟨aa⟩ – /aː/ (pero solo si la longitud determinaba el significado de una palabra[12]),
- uso de la letra ⟨ꟁ⟩ para escribir la vocal nasal corta (⟨ꟁꟁ⟩ para la vocal nasal larga),
- uso de la letra ⟨g⟩ para escribir /j/, reservando ⟨q⟩ para /ɡ/,
- uso de digráfos y trigráfos]] para distinguir entre las diversas coronales fricativas y africadas.

La propuesta de Parkoszowic no fue adoptada, ya que sus convenciones se consideraron poco prácticas y engorrosas, y se parecían poco a las ortografías comúnmente utilizadas. Sin embargo, su tratado es de gran importancia para la historia del idioma polaco, como el primer trabajo científico sobre el polaco. Proporciona una visión especialmente útil de la fonología contemporánea.

## Descripción lingüística

### Fonología
A lo largo de los siglos, la pronunciación del polaco antiguo sufrió varios cambios.
Consonantes
El sistema consonántico temprano del polaco antiguo consistía en los siguientes fonemas. Dado que se desconoce la realización precisa de estos sonidos, las transcripciones utilizadas aquí son aproximaciones.
|             | Labial | Labial  | Coronal | Coronal | Post- alveolar | Palatal | Velar |
| dura        | blanda | dura    | blanda  | blanda  | blanda         | dura    |       |
| ----------- | ------ | ------- | ------- | ------- | -------------- | ------- | ----- |
| Nasal       | m      | mʲ      | n       |         |                | ɲ       |       |
| Stop        | p b    | pʲ bʲ   | t d     | tʲ dʲ   |                |         | k ɡ   |
| Africada    |        |         |         | t͡sʲ d͡zʲ | t͡ʃ (d͡ʒ)        |         |       |
| Fricativa   | (f) v  | (fʲ) vʲ | s z     | sʲ zʲ   | ʃ ʒ            |         | x     |
| Aproximante |        |         | ɫ       | lʲ      |                | j       |       |
| Vibrante    |        |         | r       | rʲ      |                |         |       |

El sonido [d͡ʒ] solo ocurría en el grupo [ʒd͡ʒ], por lo que su estatus fonémico es dudoso.
Los cambios consonánticos más importantes concernían a la realización de las consonantes coronales blandas. De estas, /tʲ/, /dʲ/, /sʲ/ y /zʲ/ fortalecieron su palatalización y se volvieron alveolo-palatales, y las dos primeras se africaron. Los sonidos resultantes eran similares a sus contrapartes del polaco moderno: /t͡ɕ/, /d͡ʑ/, /ɕ/ y /ʑ/. Este cambio ocurrió muy temprano, comenzando ya en el siglo XIII, como lo evidencian las ortografías.
Alrededor de los siglos XIII al XIV, el fonema /rʲ/ pasó a pronunciarse con fricación considerable, probablemente resultando en un sonido similar al checo /r̝/ (pero probablemente aún palatalizado: /r̝ʲ/).
El protoeslavo no tenía un fonema /f/. En los siglos XII y XIII, en los dialectos de Pequeña Polonia y Mazovia, los grupos iniciales /xv/ y /xvʲ/ se simplificaron a /f/ y /fʲ/ (por ejemplo, chwatać > fatać, chwała > fała, chwila > fila). Esto amplió su inventario consonántico en dos. Este cambio no llegó al idioma literario y finalmente se revirtió también en esos dialectos. Pero antes, en los siglos XIV y XV, estos dos sonidos se establecieron firmemente en préstamos (en préstamos anteriores, el [f] extranjero se reemplazaba por /b/ o /p/). Quizás uno de los préstamos más antiguos que conserva /f, fʲ/ sin cambios es la palabra ofiara ("víctima; ofrenda"), tomada del checo ofěra, ya que el cambio previo a la escritura ě>a ante una consonante dura (przegłos polski) parecía haber operado en ella. /f/ también apareció más tarde por la reducción del grupo /pv/ (principalmente en la palabra upwać > ufać y sus derivados).
El final del período del polaco antiguo (siglos XV-XVI, durante la transición al polaco medio) vio la palatalización de las oclusivas velares /k/ y /ɡ/ ante vocales orales anteriores a [kʲ] y [ɡʲ], llamada la "cuarta palatalización eslava". Esta distinción se fonemizó más tarde con la introducción de préstamos que tenían velares duras ante vocales anteriores, así como la desnasalización de /ɛ̃/ final de palabra. Nótese que este cambio no afectó a la fricativa velar /x/ ni a las velares ante la vocal nasal anterior /æ̃~ɛ̃/. No todas las variedades regionales manejaron este cambio de la manera descrita, especialmente en Mazovia. Después de estas alternancias, el sistema consonántico del polaco antiguo tardío se presentaba así:
|             | Labial | Labial | Coronal | Coronal | Post- alveolar | Palatal | Velar     | Velar |
| dura        | blanda | dura   | blanda  | blanda  | blanda         | blanda  | dura      |       |
| ----------- | ------ | ------ | ------- | ------- | -------------- | ------- | --------- | ----- |
| Nasal       | m      | mʲ     | n       |         |                | ɲ       |           |       |
| Stop        | p b    | pʲ bʲ  | t d     |         |                |         | [kʲ] [ɡʲ] | k ɡ   |
| Africada    |        |        |         | t͡sʲ d͡zʲ | t͡ʃ d͡ʒ          | t͡ɕ d͡ʑ   |           |       |
| Fricativa   | f v    | fʲ vʲ  | s z     |         | ʃ ʒ            | ɕ ʑ     |           | x     |
| Aproximante |        |        | ɫ       | lʲ      |                | j       |           |       |
| Vibrante    |        |        | r       | r̝ʲ      |                |         |           |       |

Vocales
El sistema vocálico temprano del polaco antiguo consistía en los siguientes fonemas. Como se mencionó, las cualidades de los sonidos son aproximaciones.
|         | anterior | central  | posterior |
| ------- | -------- | -------- | --------- |
| cerrada | i iː     | [ɨ] [ɨː] | u uː      |
| media   | ɛ ɛː     |          | ɔ ɔː      |
| abierta | æ̃ æ̃ː     | a aː     | ɑ̃ ɑ̃ː      |

[ɨ] y [ɨː] estaban en distribución complementaria con [i] y [iː] respectivamente: las primeras ocurrían después de consonantes duras, las segundas en todas las demás posiciones. Por lo tanto, los pares pueden considerarse alófonos.
Todos los fonemas vocálicos aparecían en pares, uno corto y uno largo. Las vocales largas surgieron en el polaco antiguo a partir de cuatro fuentes:
1. Alargamiento compensatorio de vocales en sílabas penúltimas seguidas de una consonante sonora y una yer final de palabra, que fue eliminada (véase la ley de Havlík)
  - ejemplos: PS *rogъ > PA rōg, PS *gněvъ > PA gniēw, PS *stalъ > PA stāł
2. De la contracción de varias secuencias de dos vocales separadas por /j/
  - ejemplos: PS *sějati > PA siāć, PS *dobrajego > PA dobrēgo, PS *rybojǫ > PA rybǭ
3. Heredadas del protoeslavo con acento neoagudo
  - ejemplos: PS *pъtákъ > PA ptāk, PS *sǫ̃dъ > PA sø̄d, PS *grě̃xъ > PA grzēch
4. Heredadas de las vocales largas pretónicas del protoeslavo en palabras bisílabas (es decir, vocales largas en la primera sílaba si la segunda era final y tónica)
  - ejemplos: PS *mǭkà > PA mø̄ka, PS *dě̄žà > PA dziēża, PS *dōltò > PA dłōto

Debido al alargamiento descrito en 1, las vocales cortas no podían aparecer en sílabas finales de palabra antes de una consonante sonora. La única excepción era la /ɛ/ corta procedente de una yer fuerte antigua.

### Próstesis
Al igual que en algunas otras lenguas eslavas y dialectos, existía una tendencia a evitar la aparición de vocales al inicio de palabra. Se introducía frecuentemente una [j], [w] o [h] próstética en palabras que comenzaban por vocal:
- Las antiguas *e, *ě recibieron una prótesis [j] ya en el eslavo común tardío: PS *edinъ > PA jeden, PS *ěsti > PA jeść. Una excepción era la conjunción dialectal eż, eże.
- Las antiguas *ę, *ǫ también fueron precedidas por prótesis desde los primeros registros: [j] y [v] respectivamente: PS *ęzykъ > PA język, PS *ędro > PA jꟁdro, PS *ǫtroba > PA wꟁtroba, PS *ǫgľь > PA węgiel. Hasta el día de hoy, las vocales nasales no pueden iniciar palabra en polaco.
- La antigua *a recibió una prótesis [j] al igual que las vocales anteriores: PS *agoda > PA jagoda. De nuevo, una excepción a esto era la conjunción a, muy común hasta hoy, así como sus derivados: ale, aż, ani, etc.
- Las vocales redondeadas /ɔ, ɔː/ del polaco antiguo probablemente tenían una prótesis labial [w], como es común en los dialectos (por ejemplo [wɔkɔ] – /ɔkɔ/ – "ojo"), pero rara vez se marcaba por escrito. A veces la ortografía apunta a una prótesis [h] en su lugar, tanto para /ɔ, ɔː/ como para /u, uː/ (a hon – "a él"; hupana Jana – "en casa del señor Jan").
- Las vocales /i, iː/ del polaco antiguo parecían tener una prótesis [j] bastante fuerte, frecuentemente evidente en la escritura (por ej. gymyenyu [jimʲɛɲu] – "nombre"). Más raramente también se usaba [h].
- Los préstamos léxicos también eran vulnerables, por ej. Jadam en lugar de "Adam", Jewa en lugar de "Ewa", Helska como forma abreviada de "Elżbieta" ("Isabel").

### Acento
Aunque el acento nunca se marcaba por escrito, su evolución en el polaco antiguo puede inferirse parcialmente a partir de ciertos otros cambios fonéticos. En obras más antiguas, el verbal sufijo -i/-y de la 2.ª y 3.ª persona singular del imperativo se omite en algunos verbos, pero se conserva en otros. Una comparación con las lenguas eslavas orientales muestra que el sufijo se mantenía cuando era acentuado en protoeslavo. Ejemplos:
Bogurodzica spuści – спусти́
Bogurodzica raczy – рачи́
Bogurodzica usłysz – услы́шь
Salterio de San Florián chwali – хвали́
Debido a esto y otras evidencias, se cree que el polaco antiguo temprano tenía un acento libre, léxico, heredado del protoeslavo. La elisión ocasional de la segunda vocal en palabras y frases trisílabas de uso común en los siglos XIV y XV (wieliki > wielki, ażeby > ażby, iże mu > iż mu, Wojeciech > Wojciech) apunta a la conclusión de que para entonces ya se había desarrollado un acento fijo en la primera sílaba. El acento inicial en los dialectos periféricos de Podhale y el casubio meridional (ahora considerado una lengua separada pero aún parte del continuo dialectal lechítico) se considera un vestigio de un acento inicial más extendido en épocas anteriores. En el caso de Podhale, normalmente se descarta la influencia del eslovaco, ya que los dialectos eslovacos que limitan con Podhale tienen acento penúltimo y no inicial.

### Morfología
En esta sección, los sonidos del polaco antiguo se escriben igual que sus principales reflejos utilizando la ortografía polaca moderna, salvo que las vocales largas no altas se marcan con un macrón: ā, ē, ō. El estado representado de las vocales nasales es el del siglo XIV – dos vocales nasales que se diferencian por su longitud. Se representan con letras del polaco moderno; por ejemplo, ę para /ã/ y ꟁ para /ãː/, con el fin de facilitar la comparación con las formas modernas y una correcta visualización.

#### Sustantivos
Los sustantivos del polaco antiguo declinaban para siete casos: nominativo, genitivo, dativo, acusativo, instrumental, locativo y vocativo; tres números: singular, dual y plural; y tenían uno de tres géneros: masculino, femenino o neutro.
La siguiente es una tabla simplificada de la declinación de sustantivos en polaco antiguo:
|                       |                         | Masculino            | Neutro             | Femenino              | Femenino         | Femenino         |
| raíces con vocal dura | raíces con vocal blanda | Masculino            | Neutro             | raíces con consonante |                  |                  |
| --------------------- | ----------------------- | -------------------- | ------------------ | --------------------- | ---------------- | ---------------- |
| Singular              | Nom.                    | ∅                    | -o -e -ē -ę        | -a                    | -ā -a -i         | ∅                |
| Singular              | Gen.                    | -a -u                | -a -ā              | -y                    | -ē -i (-ēj) (-y) | -i               |
| Singular              | Dat.                    | -u -owi/-ewi         | -u (-owi/-ewi)     | -e                    | -i               | -i               |
| Singular              | Acus.                   | =Nom. o =Gen.        | =Nom.              | -ę                    | -ꟁ -ę            | ∅                |
| Singular              | Ins.                    | -em                  | -em -im            | -ꟁ                    | -ꟁ               | -ꟁ               |
| Singular              | Loc.                    | -e -u (-i)           | -e -u (-i)         | -e                    | -i               | -i               |
| Singular              | Voc.                    | -e -u                | =Nom.              | -o                    | -e (-o)          | -i               |
| Dual                  | Nom. Acc.               | -a                   | -e -i              | -e -i                 | -e -i            | -i               |
| Dual                  | Gen. Loc.               | -u                   | -u                 | -u                    | -u               | -u               |
| Dual                  | Dat. Ins.               | -oma                 | -oma               | -ama                  | -ama             | -ma              |
| Plural                | Nom.                    | -i -y -owie/-ewie -e | -a -ā              | -y                    | -e               | -i               |
| Plural                | Gen.                    | -ōw/-ēw -i (∅)       | ∅ -i               | ∅                     | ∅                | -i (∅)           |
| Plural                | Dat.                    | -om -em (-am)        | -om (-am)          | -ām/-am (-om)         | -ām/-am (-om)    | -ām/-am (-om)    |
| Plural                | Acc.                    | -i -y -e             | =Nom.              | =Nom.                 | =Nom.            | =Nom.            |
| Plural                | Ins.                    | -mi -y (-ami)        | -mi -y (-ami)      | -ami (-mi) (-y)       | -ami (-mi) (-y)  | -mi -ami         |
| Plural                | Loc.                    | -ech -och (-ach)     | -ech (-och) (-ach) | -āch/-ach (-ech)      | -āch/-ach (-ech) | -ech -och (-ach) |

Notas:
Las formas entre paréntesis aparecen esporádicamente o comienzan a surgir al final del periodo del polaco antiguo (durante la transición al polaco medio). Las variantes de una misma desinencia están separadas por barras. El vocativo del dual y del plural era idéntico al nominativo.
Aunque el polaco antiguo heredó todas las categorías flexivas del protoeslavo, todo el sistema fue objeto de una reorganización fundamental. Los paradigmas flexivos protoeslavos se aplicaban según la forma de la raíz, pero esto se volvió menos claro tras muchos cambios fonéticos. En consecuencia, las desinencias comenzaron a asignarse principalmente según el género gramatical de los sustantivos, lo cual antes no era el principal criterio (aunque la forma de la raíz seguía influyendo en ciertos casos), y las clases de declinación antiguas empezaron a fusionarse. Muchas desinencias del protoeslavo se perdieron y otras, a menudo más distintivas, ocuparon su lugar.
Aunque muchas de las desinencias anteriores coinciden con las del polaco moderno, no siempre tenían la misma distribución. En las clases que tenían varias desinencias, estas solían ser intercambiables, mientras que en el polaco moderno algunas palabras se han fijado y solo aceptan una forma.

#### Descripción detallada de algunas desinencias y categorías
La distinción moderna del polaco entre animacidad en los sustantivos masculinos comenzaba a surgir en el polaco antiguo. El síntoma más visible de esta tendencia era el uso del genitivo singular en lugar del acusativo para sustantivos masculinos animados. Esto se debía directamente a que el acusativo de todos los masculinos solía ser idéntico al nominativo, lo que provocaba ambigüedad respecto a cuál de dos sustantivos animados era el sujeto y cuál el objeto directo en un idioma con orden libre de palabras: Ociec kocha syn – "El padre ama al hijo" o "El hijo ama al padre". El uso del genitivo para el objeto directo resolvía esta ambigüedad: Ociec kocha syna – inequívocamente "El padre ama al hijo". Estas formas ya eran ubicuas en los monumentos lingüísticos más antiguos, aunque aún aparecen excepciones ocasionales.
El protoeslavo tenía una alternancia -ev-/-ov- que aparecía en ciertos sufijos, como el dativo singular, el nominativo plural y el genitivo plural de los sustantivos masculinos. En la protolengua, -ev- ocurría regularmente tras consonantes blandas, y -ov- tras duras, pero en el polaco antiguo esta regularidad se rompió. Surgió la tendencia de regularizar una sola forma, por lo que en el sur de Polonia (Pequeña Polonia y Silesia) se generalizó -ow-; en Gran Polonia, en cambio, se extendió -ew-. Masovia utilizó -ew- como en Gran Polonia hasta el siglo XV, pero luego una rápida expansión de -ow- lo reemplazó casi completamente en el siglo siguiente. Finalmente, las formas con -ow- llegaron al idioma literario: el polaco moderno tiene -ów, -owie y -owi.Kuraszkiewicz, Władysław (1951). Oboczność -'ev- // -'ov- w dawnej polszczyźnie i w dzisiejszych gwarach (en polaco). Wrocław: Wrocławskie Towarzystwo Naukowe.
Las desinencias femeninas del dativo y locativo plural tenían dos variantes: una más antigua con vocal larga (-ām, -āch) y otra más reciente con vocal corta (-am, -ach). Este acortamiento pudo deberse al uso frecuente o a una nivelación con el nominativo singular -a.

#### Verbos
Los verbos del polaco antiguo se conjugaban según tres personas; tres números (singular, dual y plural); dos modos, declarativo e imperativo; y uno de dos aspectos, perfectivo o imperfectivo. También existía un modo condicional analítico, formado por el aoristo del verbo być ("ser/estar") y una antigua forma de participio.
Cambios importantes con respecto al protoeslavo ocurrieron en el uso de los tiempos. Los antiguos tiempos de aoristo e imperfecto ya estaban en proceso de desaparición cuando el idioma fue atestiguado. En los textos más antiguos de los siglos XIV y XV, solo existían 26 ejemplos, y ninguno de los dos tiempos muestra el paradigma completo de inflexión. La única excepción era el aoristo de być, que sobrevivió y llegó a utilizarse para formar el condicional.
El papel del pasado fue asumido por una nueva forma analítica, compuesta por el presente del verbo być y el antiguo participio en -ł del verbo.

## Literatura
- La Bula de Gniezno (en polaco: Bulla gnieźnieńska), una bula papal que contiene 410 nombres polacos, publicada el 7 de julio de 1136 (este documento se puede ver en wikisource en polaco)
- Madre de Dios (en polaco: Bogurodzica) Siglos X-XIII, el himno nacional polaco más antiguo conocido
- El Libro de Henryków (en polaco: Księga henrykowska, en latín: Liber fundationis) - contiene la primera oración conocida escrita en el idioma polaco.
- Los Sermones de la Santa Cruz (en polaco: Kazania świętokrzyskie), siglo XIV.
- Salterio de San Florián (en polaco: Psałterz floriański), siglo XIV, una salmodia; consiste en textos paralelos en latín, polaco y alemán
- Diálogo del maestro Polikarp con la muerte (en polaco: Rozmowa Mistrza Polikarpa ze Śmiercią, latín: De morte prologus, Dialogus inter Mortem et Magistrum Polikarpum) poesía en verso, principios del siglo XV
- Lamento de la Santa Cruz (en polaco: Lament świętokrzyski, también conocido como: Żale Matki Boskiej pod krzyżem o Posłuchajcie Bracia Miła), finales del siglo XV.
- Biblia de la Reina Sofía (en polaco: Biblia królowej Zofii), primera traducción de la Biblia en polaco, siglo XV

## Ejemplo
Ach, Królu wieliki nasz
Coż Ci dzieją Maszyjasz,
Przydaj rozumu k'mej rzeczy,
Me sierce bostwem obleczy
Raczy mię mych grzechów pozbawić
Bych mógł o Twych świętych prawić.
(La introducción a La leyenda de San Alejo (siglo XV) 